# Le Grand Coteau
Pour l’article homonyme, voir Grand Coteau.
 (août 2019).
Si vous disposez d'ouvrages ou d'articles de référence ou si vous connaissez des sites web de qualité traitant du thème abordé ici, merci de compléter l'article en donnant les références utiles à sa vérifiabilité et en les liant à la section « Notes et références ».
Le Grand Coteau est une maison de maître située au cœur de la vallée de la Loire et du vignoble de Vouvray où vécut le compositeur Francis Poulenc. La maison est labellisée maison des illustres depuis 2023. 

## Le Grand Coteau: son histoire
Le Grand Coteau est une maison située au 269 chemin Francis Poulenc dans la commune de Noizay en Indre-et-Loire.  
Cette maison fut édifiée au début du XVIe siècle. Elle est l'objet d'une histoire architecturale qui témoigne de son passé substantiel, passant par les conjurés d'Amboise jusqu'à son récent et fameux habitant, le compositeur Francis Poulenc. 
Ainsi différents épisodes marquants permettent de retracer l'Histoire de la maison : 

### Maison des chanoines vignerons
En 1550 la maison appartenait à Jean Brette, chanoine et trésorier de la cathédrale de Tours. Cette maison des chanoines sert à la confection de vin dans les grands caves percées à travers le coteau. Ce vin était destiné aux ecclésiastiques de Tours, notamment aux moines de l'Abbaye Saint Julien située près de la Loire en haut de l'actuelle rue Nationale à Tours. 

### Mythe de laConjuration d'Amboise
Une histoire de la région raconte qu'en 1560 lors de la Conjuration d'Amboise, les chanoines de « la maison forte de Noizay » auraient accueilli des conjurés et les auraient cachés dans les caves afin de les protéger de la répression des troupes royales. 

### Agrandissement du logis initial
Le « Manoir » des chanoines se composait jusqu'en 1757 de trois chambres, dont deux basses où l'on retrouve de larges cheminées de pierre mais aussi poutres maîtresses reposant sur des corbeaux de pierre. Et une chambre haute, avec un grenier à côté.
Il y a aussi une cuisine dans le Roc, des écuries, des puits, des caves, le pressoir des chanoines, et deux cours fermées. 
Ce logis est agrandi à la fin du XVIIIe siècle vers l'ouest avec une chambre basse et une chambre haute, c'est à cette période que la façade est uniformisée par des percements symétriques.

### Projet néogothique
Projet soumis en 1913 interrompu par l'éclatement de la Première Guerre mondiale. Seuls les appuis de fenêtre en témoignent.

## Le Grand Coteau: demeure deFrancis Poulenc
Achetée en 1927 pour disposer d'un lieu de travail calme et recevoir ses contemporains tels que Colette, Jean Cocteau, Paul Eluard, Picasso et bien d'autres, cette maison au cœur du vignoble sera la demeure de Francis Poulenc jusqu'à sa mort en 1963.  
Cette occupation a permis au Grand Coteau de faire partie des immeubles protégés au titre des monuments historiques depuis le 1er juin 1973. Peuvent ainsi être consacrés la façade et les jardins à la française ainsi que la toiture, cette inscription permettant de conserver l'allure de la maison tel que Francis Poulenc y vécut. 
Le salon de musique de Francis Poulenc se trouve aujourd'hui intact. De plus, les jardins à la française préservés ont été dessinés par Francis Poulenc. 
Le salon de musique et les jardins sont ouverts à la visite pour la première fois depuis le 15 juillet 2019, quelques semaines pendant l'été.